# 轮冠木属

轮冠木属（学名：Rotula）是紫草科下的一个属，为灌木植物。该属共有3种，分布于印度、马来西亚、西非和巴西。